# ميين

موقع اقليم ماين

مَيْيِن أو ماين (بالفرنسية:Mayenne) هو إقليم فرنسي، يقع في شمال غرب فرنسا، وبه 242 بلدية، سمي باسم مَيْيِن نسبة لنهر مَيْيِن.

## تاريخ الإقليم
إقليم مَيْيِن هو واحد من الأقاليم الـ 83 التي تتشكل منها فرنسا، تم إنشاؤه أثناء الثورة الفرنسية يوم 4 مارس 1790، وهو يشكل الجزء الغربي من منطقة مَيْيِن السابقة. بعد فوز الائتلاف في واترلو، بين شهر يونيو عام 1815 وشهر نوفمبر عام 1818، احتلت القوات البروسية مَيْيِن.

## جغرافية الإقليم
إقليم مَيْيِن هو جزء من منطقة من باي دي لا لوار، وتحيط بها الأقاليم التالية: المانش (بالفرنسية:Manche)، أورن (بالفرنسية:Orne)، سارت (بالفرنسية:Sarthe)، ماين ولوار (بالفرنسية:Maine-et-Loire)، ايل فيلان (بالفرنسية:Ille-et-Vilaine).

## سكان الإقليم
ويطلق على سكان إقليم مَيْيِن مايونيز (بالفرنسية:Mayennais). لكن هذا الاسم ليس مصدر كلمة المايونيز.

## ألعاب الفيديو
يشكل إقليم مَيْيِن أحد المستويات في الحرب العالمية الثانية من لعبة كول أف ديوتي 3 (بالإنجليزية: Call of Duty 3)

## معرض الصور

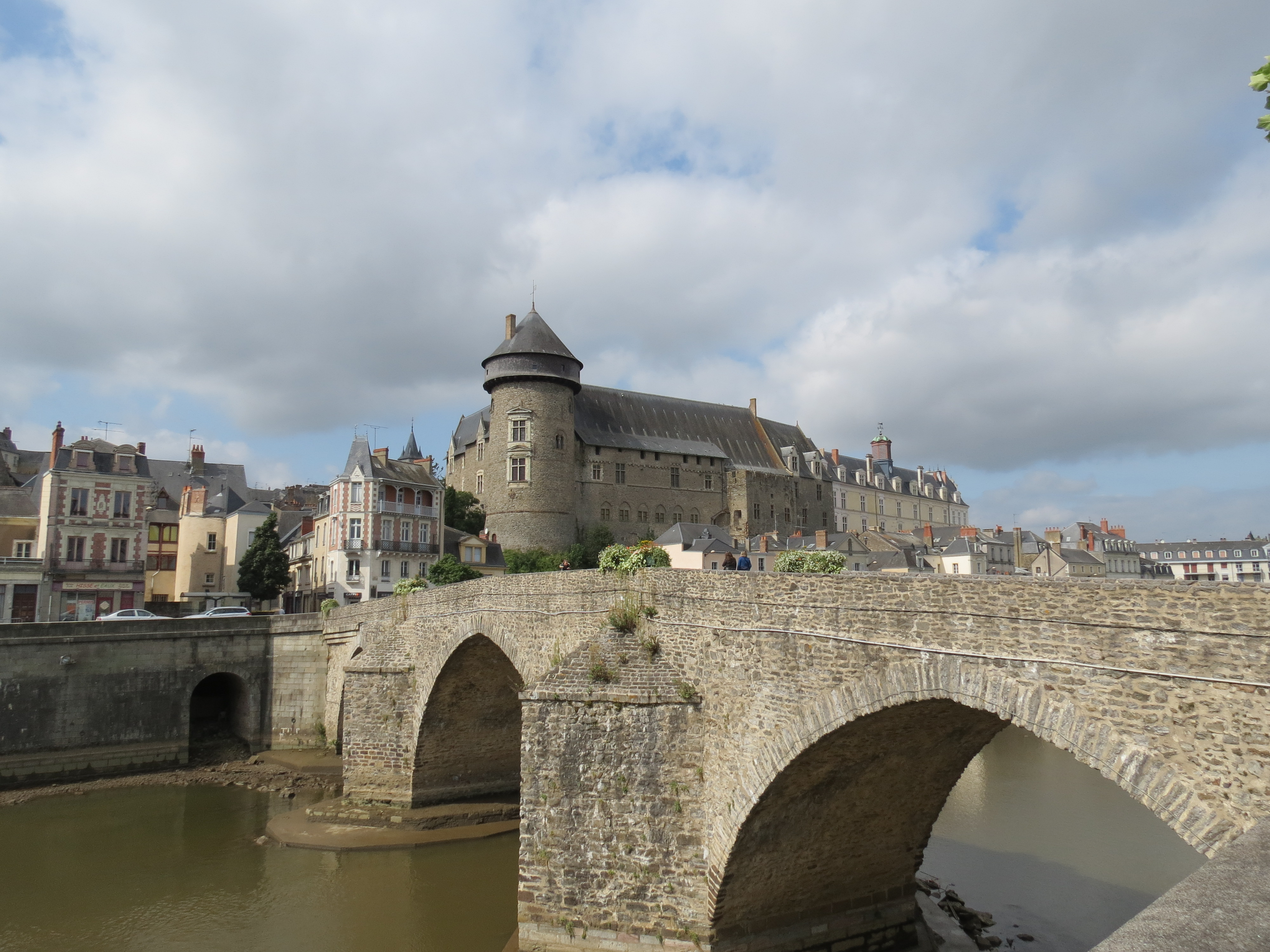
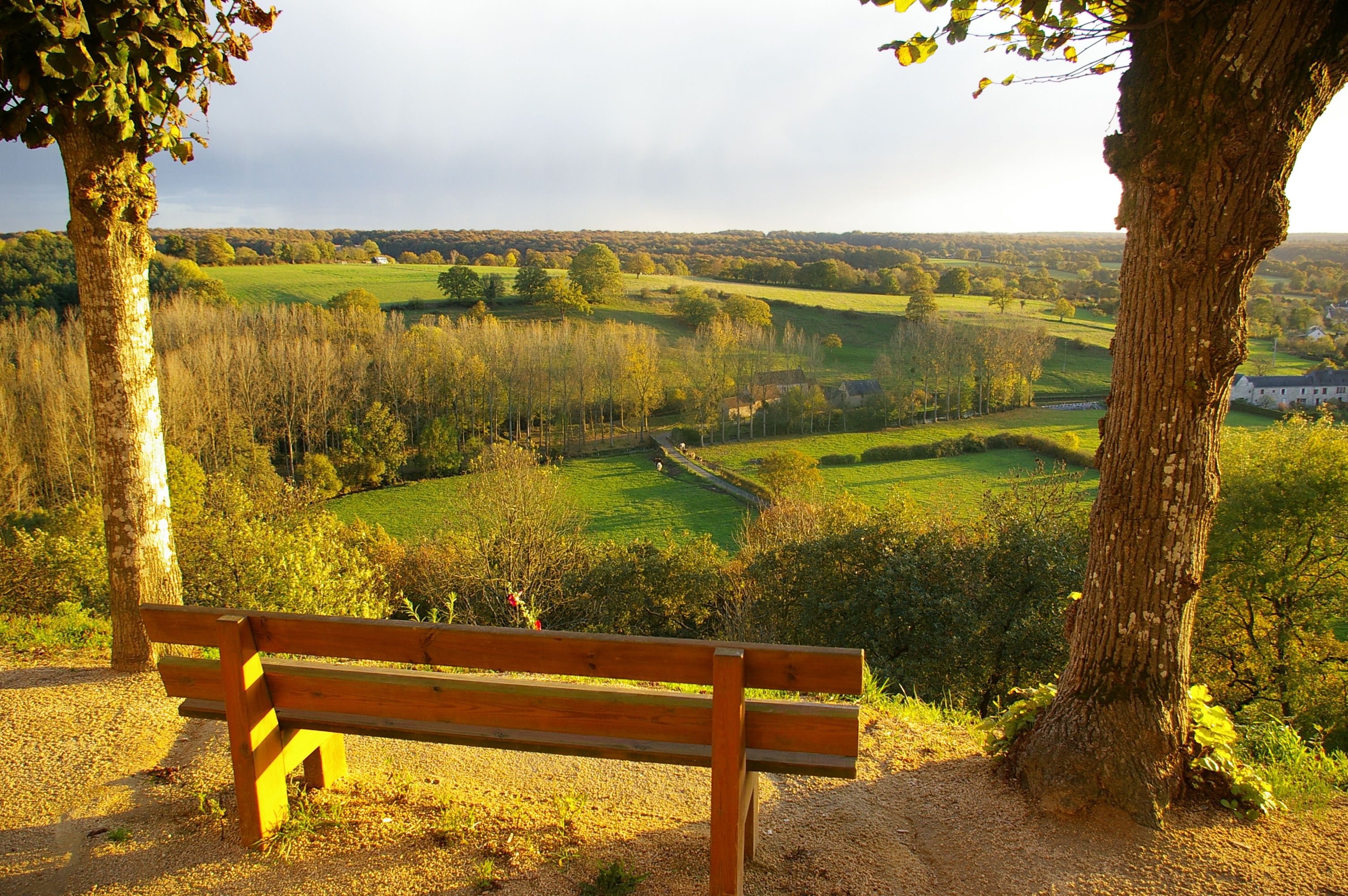
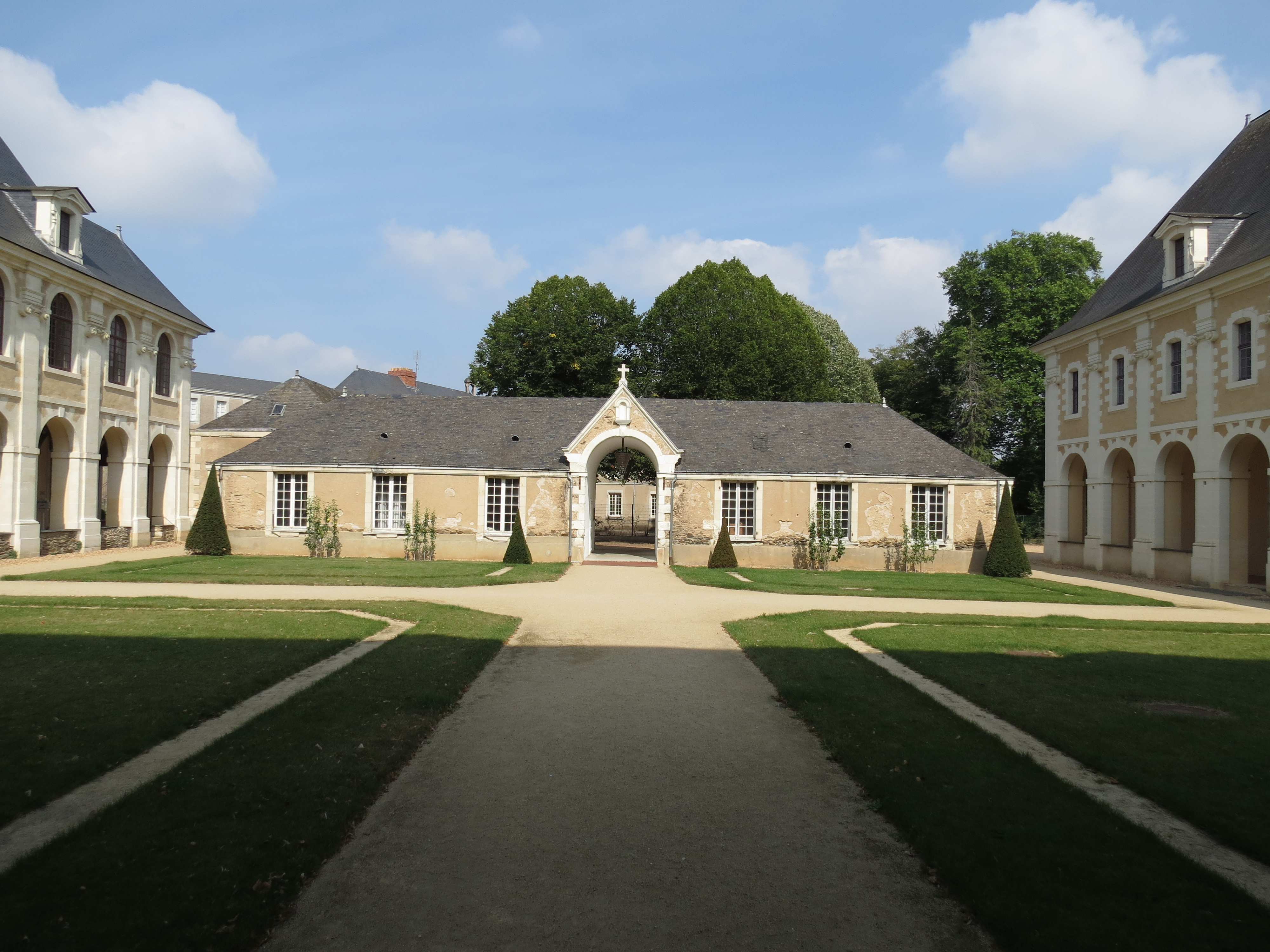
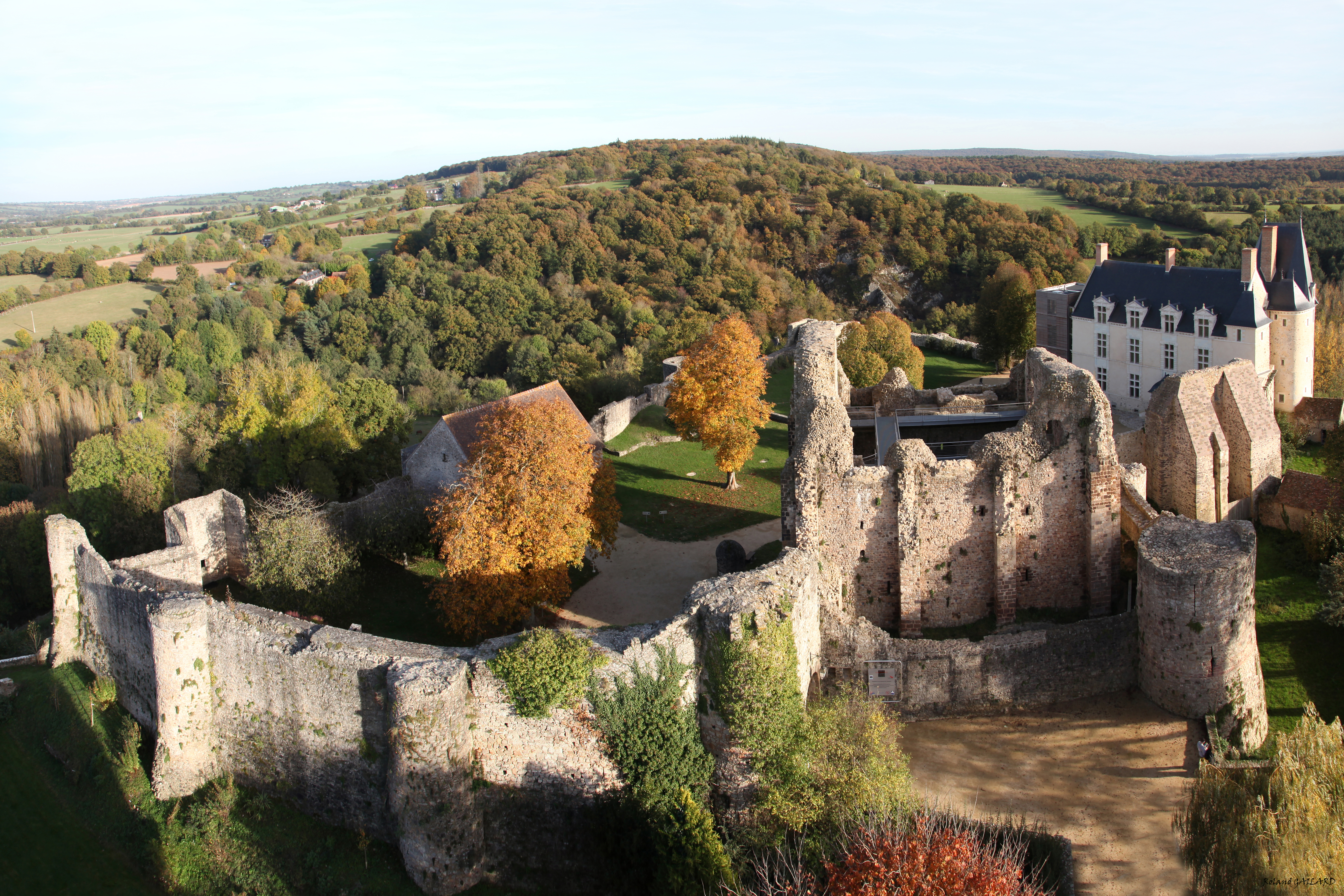
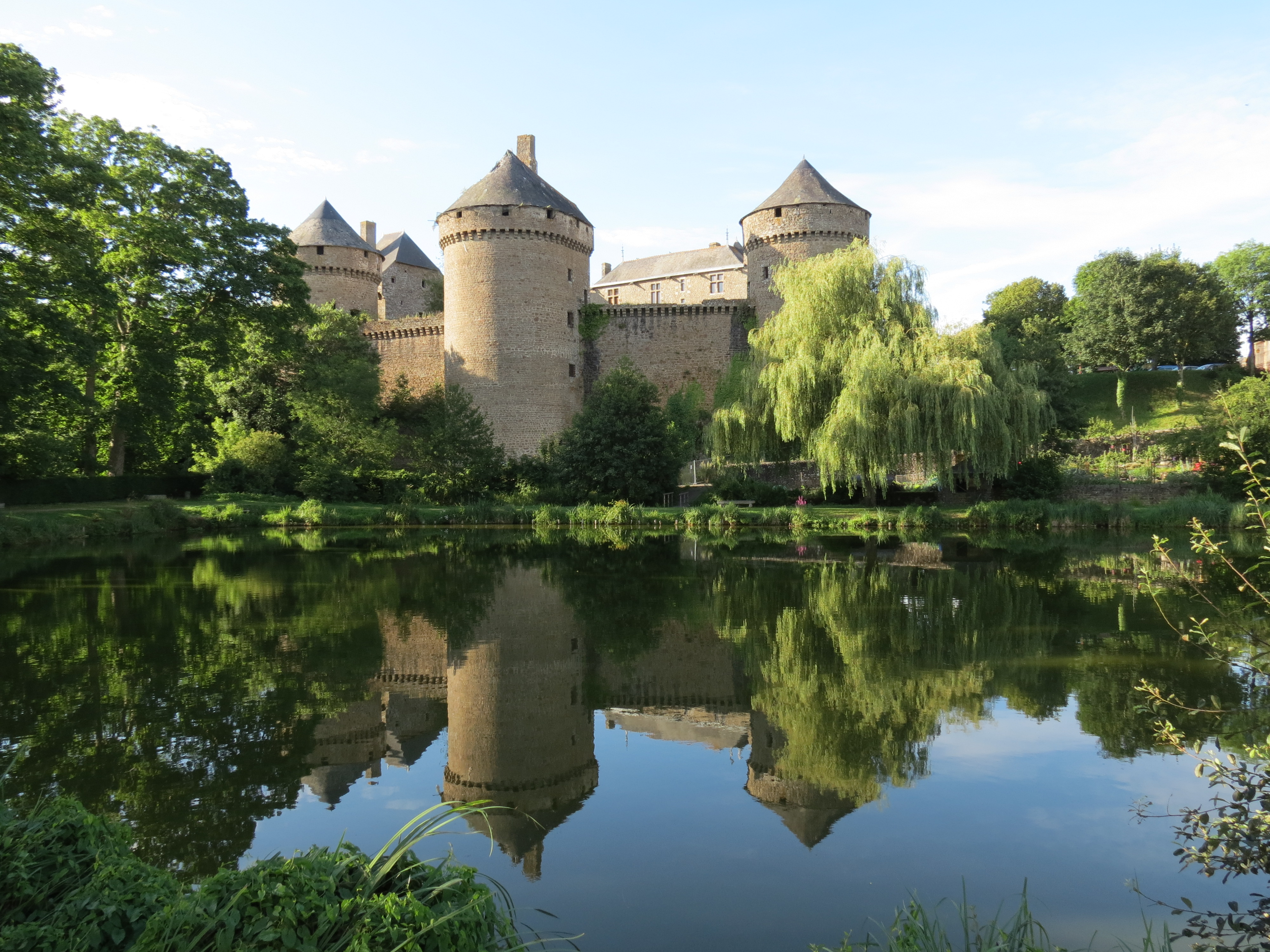

## أعلام
- تشارلز دانيال